# Roseta (cidade)
Roseta (em árabe: رشيد‎, transl. Rashid) é uma cidade da província egípcia de Al-Buhaira, localizada a 65 km a leste de Alexandria, nas 31° 24′ N, 30° 25′ L. Foi fundada por volta do ano 800. É um porto no mar Mediterrâneo. 
Com o declínio de Alexandria após a conquista otomana do Egito no século XVI, a cidade de Roseta teve uma expansão, sofrendo um declínio após a recuperação de Alexandria. Durante o século XIX, era um local muito frequentado por turistas britânicos, conhecido por suas charmosas mansões otomanas, vias arborizadas e por sua limpeza.
Atualmente é mais conhecida por ser o lugar onde foi encontrada a Pedra de Roseta, descoberta pelo exército francês sob o comando de Napoleão, em 1799.  
A cidade tinha uma população de 51 789 habitantes em 1986, e 68 947 em 2006.

## História
Na Antiguidade, Bolbitine era célebre por sua manufatura de carruagens.
Iban Haqal mencionou e disse que é uma cidade no Nilo, perto do mar salgado de uma cratera conhecida como Ashtum (grego antigo: Στόμα "boca, estuário"). É a entrada do mar, e esta destina-se à foz do ramo Rashid, e tem bons mercados, banheiros, grandes palmeiras e um grande aumento (de receita). Também mencionada na excursão Al-Mushtaq, foi mencionada como uma cidade civilizada com um mercado, mercadores e trabalhadores, e tem fazendas, colheitas, trigo e cevada, e tem muitas palavras boas, e tem muitas palmeiras e frutas, e tem baleias e espécies de peixes do mar salgado e muitos peixes índigo.
Apesar da semelhança de Rashid e Damietta em sua posição geográfica e administrativa ao longo dos tempos e como uma importante cidade costeira, Rashid não desempenhou um papel claro e influente em comparação com o papel de Damietta no início do domínio árabe islâmico, especialmente pela proximidade de Rashid com a localização de Alexandria, que é a primeira cidade costeira do Egito e afetou principalmente Rashid e sua posição. Da mesma forma, a área agrícola em Rashid é muito limitada, e a expansão das formações de areia a oeste da cidade e sua urbanização têm um impacto maior na cidade e em sua agricultura; Com isso, Rashid foi várias vezes deserta por seus moradores e eles se refugiaram em Fuwwah, no sul.
O que hoje é conhecido como Rosetta era uma fortaleza omíada em 749, quando foi saqueada durante a Revolta de Bashmuric. Na década de 850, o califa abássida Al-Mutawakkil ordenou a construção de um forte no local da cidade ptolomaica de Bolbitine, e a cidade medieval cresceu em torno deste forte.
Após o estabelecimento do estado fatímida em 969 e o estabelecimento da cidade do Cairo como a nova capital do país, o comércio exterior estava ativo, não mais limitado apenas a Alexandria. Em vez disso, Rashid e Damietta participaram dela, especialmente nos primórdios do estado fatímida, que fez o urbanismo recomeçar.
Na era do estado aiúbida, a vizinha Alexandria testemunhou uma extensa atividade comercial como resultado das concessões concedidas pelos aiúbidas aos comerciantes italianos, e antes da baía de Alexandria ser limpa novamente em 1013 na era fatímida por ordem de Al-Hakim bi-Amr Allah, que contribuiu para ligar Alexandria à cidade de Fuwwah, ao sul de Rashid e com vista para o Nilo. E dele para o Cairo e o resto das cidades do Egito, e isso levou ao florescimento da atividade comercial de Fuwwah, que afetou o movimento do comércio Rashid, de modo que na era dos mamelucos Fuwwah se tornou a base do comércio redes da região.
Durante a Sétima Cruzada, Luís IX da França ocupou brevemente a cidade em 1249. Após a destruição de Damietta durante a cruzada, Al-Zahir Baybars a construiu novamente em 1250. No entanto, devido aos enormes custos de protegê-la com fortes muralhas e um castelo impenetrável, ele construiu uma fortaleza em 1262 para monitorar qualquer possível invasão futura. Durante o reinado de Al-Nasir Muhammad, o Golfo de Alexandria foi reescavado, então o movimento comercial floresceu mais em Alexandria e foi pronunciado tanto que se tornou a boca da cidade comercial mais importante do Egito depois do Cairo. Isso teve um impacto mais negativo em Rashid, a ponto de Abu al-Fidaa notou no século XIII que a cidade era menor que sua foz.
Rashid contribuiu para o lançamento das campanhas navais durante o reinado do sultão Barbsay para invadir a ilha de Chipre e colocá-la sob controle egípcio em 1426. Rashid também sofreu com os ataques dos cavaleiros cristãos que viviam na ilha de Rodes durante o reinado do sultão Sayf ad-Din Jaqmaq. O sultão Jaqamq enviou uma grande guarnição para proteger a praia de Rashid. e ordenou o seu reforço nos anos seguintes. Então o trono chegou a Qaitbay e renovou as Torres Rashid em 1479 e renovou o castelo, que recebeu seu nome até agora, e construiu uma muralha para proteger a cidade de ataques. Geralmente, Rashid tinha um papel defensivo com um pouco de papel comercial.
 

Sob os mamelucos, a cidade se tornou um importante centro comercial, e assim permaneceu durante o domínio otomano, até o eventual ressurgimento da importância de Alexandria após a construção do canal Mahmoudiyah em 1820.